# Existenční riziko

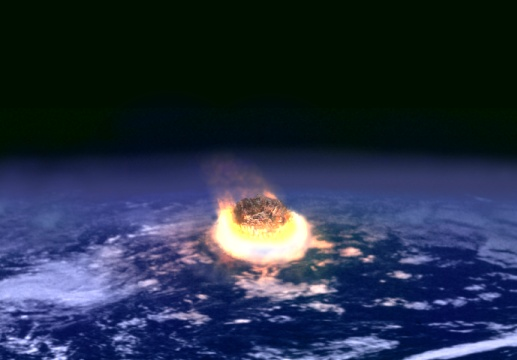
Jedno z možných rizik. (Meteorit v kolizí se Zemí)

Existenční riziko (anglicky existential risks) je druh globálního rizika, které může ohrozit existenci lidstva, popř. života v podobě v jaké ho známe, jako celku. Pojem v akademickém prostředí etabloval švédský badatel Nick Bostrom z Oxfordská univerzity. Existenční rizika jsou výzvou pro koncepci udržitelného rozvoje. Uvádí se, že snahy o udržitelnost by měly reflektovat existenční nebezpečí a snažit se spíše o udržitelnou trajektorii a ne o udržitelný stav.

## Vývoj pojmu
Ohrožení života na planetě a obavy z konce existence jsou námětem lidských úvah od nejranějších dob. Různé katastrofické vize se nalézají již ve starověkých náboženských spisech. Poslední kniha Nového zákona, Zjevení sv. Jana, jež popisuje konec světa, se stala inspirací mnoha umělcům a různým vykladačům Písma pro jejich popis a deskripci posledních dnů lidstva. Od začátku průmyslové revoluce pak narůstá počet dystopií, jež extrapolací trendů tvoří katastrofické scénáře. Na ně navazuje vznik tematické sci-fi literatury, která reaguje na příchod nových technologií a upozorňuje, že mohou mít fatální důsledky pro lidstvo (např. Čapkova hra R.U.R., jež položila základy žánru či Asimovovo kultovní dílo Já, robot).
Ve druhé polovině dvacátého století vznikla řada děl, která upozorňují na vážná ohrožení života na zemi jako důsledku degradace životního prostředí, mezi nejznámější patří Tiché jaro (Silent Spring) Rachel Carsonové (1962) či kultovní Meze růstu (Limits to Growth) manželů Meadowsových (1972). Došlo ke vzniku environmentálního hnutí a mezinárodnímu řešení této problematiky (zejm. na konferencích OSN) a vědeckému zkoumání vlivu technologií na životní prostředí a lidský blahobyt. Po roce 2000 se v akademickém prostředí začínala prosazovat koncepce globálních a existenčních rizik, která upozorňuje na nutnost multidisciplinárního přístupu. Vědci začali zkoumat na profesionální úrovni různá možná ohrožení existence lidstva. Nick Bostrom založil Future of Humanity Institute na University of Oxford a Strategic Artificial Intelligence Research Centre, na univerzitě v Cambridge vzniklo Cambridge Centre for the Study of Existential Risk (CSER), které patří mezi lídry v oblasti zkoumání existenčních rizik.

## Jednotlivá rizika
Mezi nejzávažnějšími existenčními riziky (antropogenního původu) je zmiňována především umělá inteligence, která, pokud nebude podchycena a budována na dobrém hodnotovém rámci, může mít pro lidstvo fatální důsledky. Mezi další patří např. špatné zacházení s biotechnologiemi a nanotechnologiemi, environmentální katastrofy (z antropogenních příčin), válečné konflikty, demografické problémy a zemědělské krize. Mezi neantropogenní se řadí pád meteoritu, napadení nepřátelskými organismy, environmentální katastrofy (bez zavinění člověka), kosmické hrozby, globální pandemie, megatsunami, sopečná činnost a další.

## Odhady pravděpodobnosti
K posouzení pravděpodobností jednotlivých rizik se často používají expertní odhady vzhledem k limitacím běžných dat a modelování. Neformální dotazníkové šetření expertů na konferenci pořádané Future of Humanity Institute v roce 2008 publikovalo odhad 19% pravděpodobnosti vyhynutí lidstva do roku 2100, nicméně tento odhad by měl být brát "s rezervou".
| Riziko                                         | Odhadovaná pravděpodobnost vyhynutí lidstva do roku 2100 |
| ---------------------------------------------- | -------------------------------------------------------- |
| Celková pravděpodobnost                        | 19%                                                      |
| Zbraně využívající molekulární nanotechnologie | 5%                                                       |
| Existenciální riziko z umělé superinteligence  | 5%                                                       |
| Jakékoli války (včetně občanských válek)       | 4%                                                       |
| Engineered pandemic                            | 2%                                                       |
| Jaderná válka                                  | 1%                                                       |
| Nanotechnologická nehoda                       | 0.5%                                                     |
| Přírodní pandemie                              | 0.05%                                                    |
| Jaderný terorismus                             | 0.03%                                                    |

Table source: Future of Humanity Institute, 2008.
Mnozí experti poskytli jejich odhady pravděpodobnosti existenčních rizik, rizik vyhynutí nebo kolaps civilizace:
- V roce 2002 Nick Bostrom uvedl následující odhad existenčního rizika v dlouhodobém horizontu: 'Dle mého subjektivního názoru stanovení této pravděpodobnosti nižší než 25 % by bylo zavádějící a nejlepší odhad může být podstatně vyšší.'[7]
- V roce 2003 Martin Rees uvedl odhad 50% pravděpodobnosti kolapsu civilizace v 21. století.[8]
- Výroční zpráva Global Challenges Foundation pro rok 2016 odhaduje pravděpodobnost vyhynutí lidstva na aspoň 0,05 % za rok.[9]
- Mediánový účastník průzkumu odborníků na umělou inteligenci v roce 2016 uvedl 5% odhad pravděpodobnosti, že umělá inteligence na lidské úrovni by měla extrémně špatný dopad (např. vyhynutí lidstva).[10]
- V roce 2020 Toby Ord ve své knize Nad propastí: Existenční riziko a budoucnost lidstva (anglicky The Precipice: Existential Risk and the Future of Humanity) odhaduje existenciální riziko v příštím století na 1/6.[11][12]